# Alt St. Cornelius (Köln-Rath/Heumar)

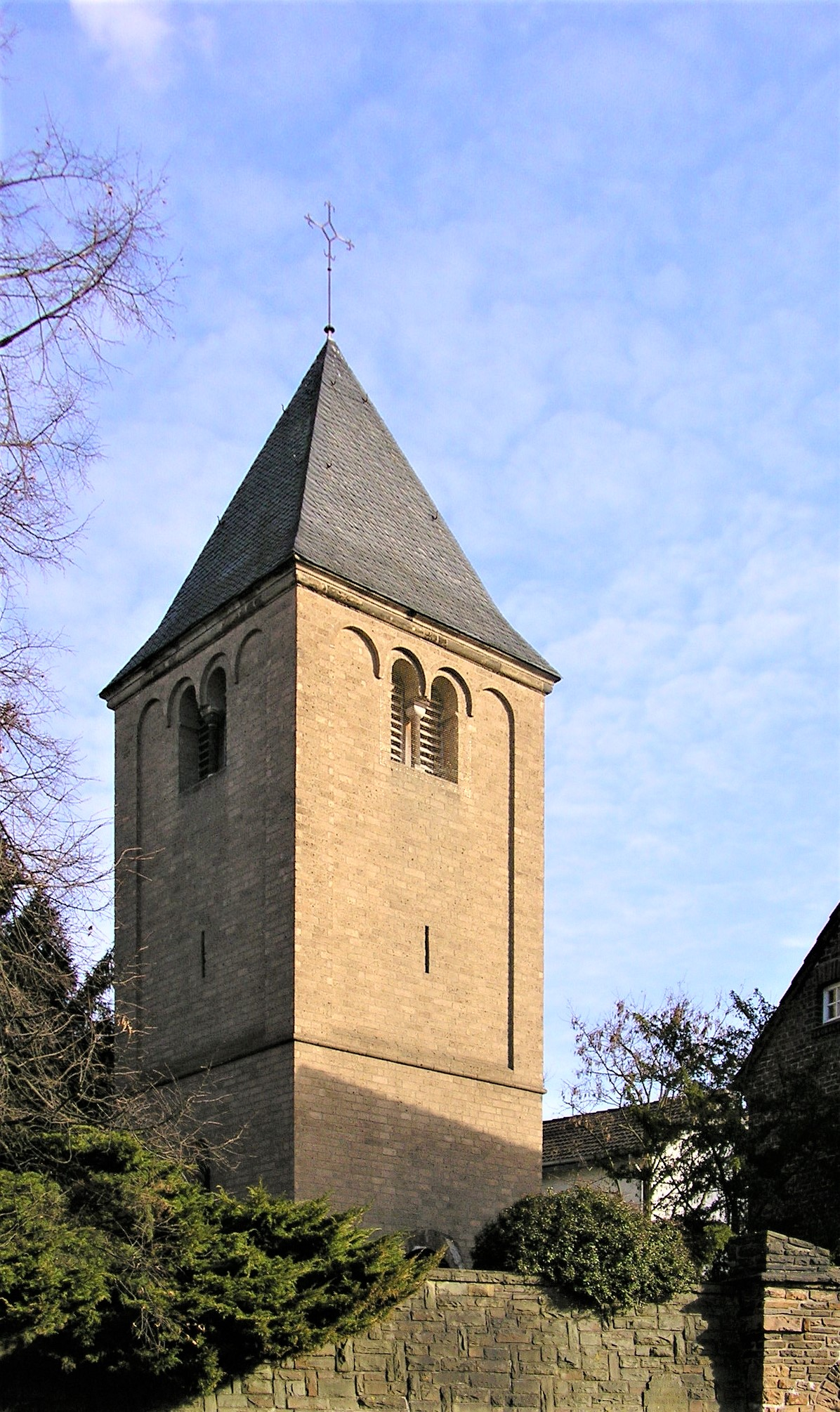
Der Turm von Alt St. Cornelius

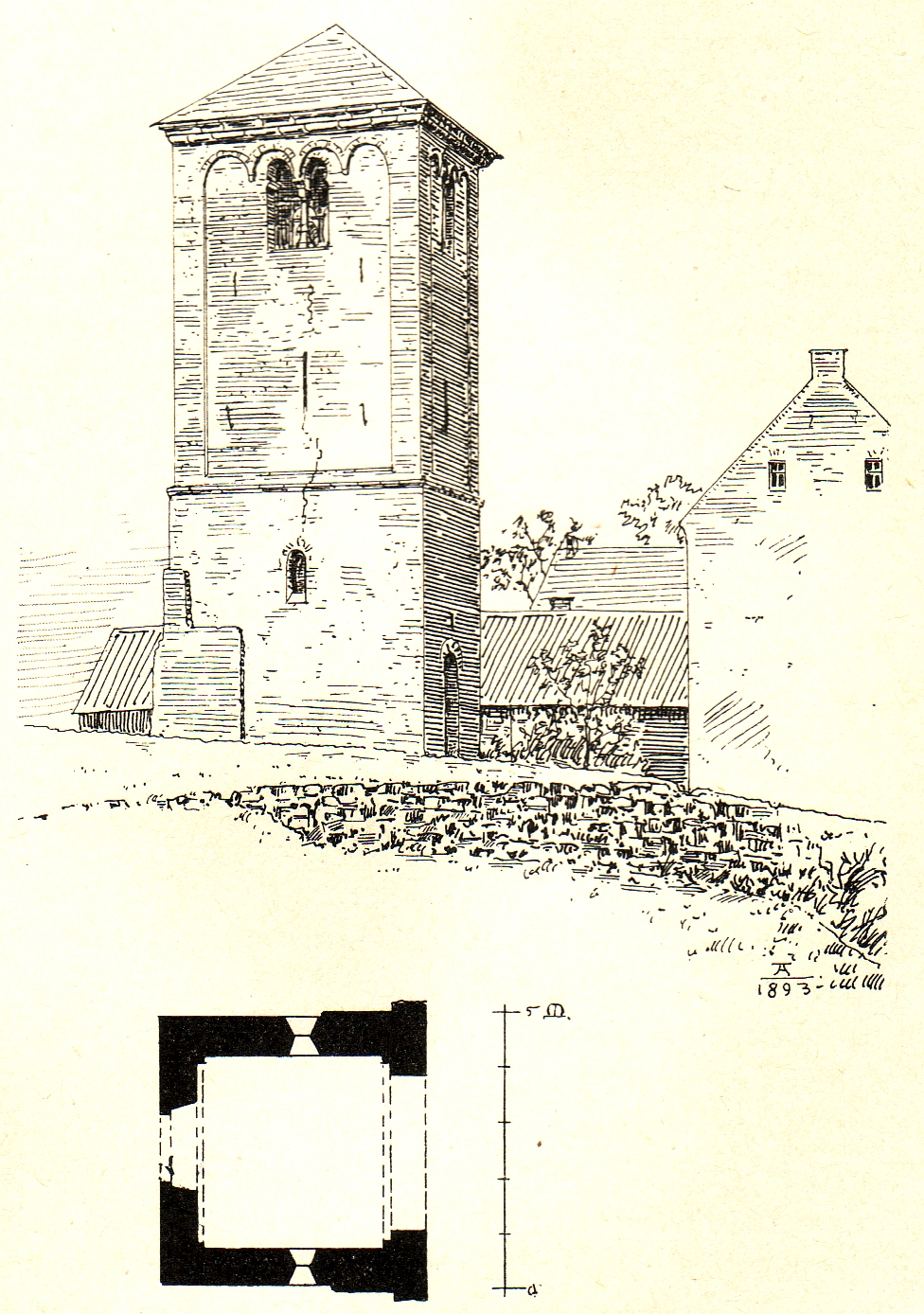
Grundriss und Ansicht des Turms 1893

Alt St. Cornelius war die römisch-katholische Pfarrkirche von Köln-Rath/Heumar in Nordrhein-Westfalen. Von ihr zeugt heute nur noch der romanische Kirchturm.

## Geschichte
Der Turm der alten, dem heiligen Cornelius von Rom geweihten, Pfarrkirche stammt wahrscheinlich noch von einer 1147 in Verbindung mit der Abtei Deutz in einer Urkunde genannten Kapelle. Sie war Filiale der Kirche von Urbach bis zur Errichtung einer eigenen Heumarer Pfarrei im Jahr 1698. Das Kirchenschiff wurde 1824 für baufällig erklärt und nach 1826 niedergelegt, 1834 schließlich erfolgte der Bau von Neu St. Cornelius zu Rath/Heumar.
Der Kunsthistoriker Paul Clemen konnte im ausgehenden 19. Jahrhundert das Tuffsteinmauerwerk des auf quadratischem Grundriss von 4,70 Meter Seitenlänge errichteten Turmes noch in seiner ursprünglichen Gestalt untersuchen. Er fand an der noch offenen Ostseite noch deutlich die Kalkleisten von zwei früheren Dachansätzen vor. Eines hatte die Breite des Turmes, ein späteres gehörte zu einem größeren, nach Norden vorspringenden Bau. 1927 wurde an der Ostseite des Turmes eine Apsis angefügt, um den Erdgeschossraum als Kapelle und Gedenkstätte nutzen zu können. Diese Baumaßnahme wurde bereits 1968 im Zuge einer Renovierung des Turmes rückgängig gemacht. Die Apsis wurde niedergelegt, die Ostwand geschlossen und das gesamte Tuffmauerwerk des Turmes erneuert. Somit sind alle erhaltenen Spuren der Dachansätze und die Hinweise auf das ursprüngliche Langhaus verloren gegangen.